# Kip Keino Classic
Das Kip Keino Classic ist ein international bedeutendes Leichtathletik-Meeting, das seit 2020 jährlich im Nyayo National Stadium in der kenianischen Hauptstadt Nairobi ausgetragen wird. Das Meeting ist nach dem ehemaligen Mittel-, Langstrecken- und Hindernisläufers Kip Keino benannt und ist momentan die einzige Veranstaltung der World Athletics Continental Tour mit Gold-Status. Daher ist es nach dem Meeting International Mohammed VI d’Athlétisme de Rabat, einer Station der Diamond League, das zweitbedeutendste Leichtathletik-Meeting auf dem afrikanischen Kontinent.

## Stadionrekorde

### Männer
| Disziplin        | Rekord             | Athlet                      | Datum              |
| ---------------- | ------------------ | --------------------------- | ------------------ |
| 100 m            | 9,76 s (+1,2 m/s)  | Trayvon Bromell             | 18. September 2021 |
| 200 m            | 19,76 s (+2,0 m/s) | Fred Kerley                 | 18. September 2021 |
| 400 m            | 46,12 s            | Jared Momanyi               | 3. Oktober 2020    |
| 800 m            | 1:44,78 min        | Ferguson Cheruiyot Rotich   | 3. Oktober 2020    |
| 1500 m           | 3:31,01 min        | Abel Kipsang                | 7. Mai 2022        |
| 5000 m           | 13:08,32 min       | Nicholas Kimeli             | 3. Oktober 2020    |
| 10.000 m         | 28:09,90 min       | Paul Tanui                  | 3. Oktober 2020    |
| 400 m Hürden     | 50,19 s            | Nicholas Kiprotich Chirchir | 18. September 2021 |
| 3000 m Hindernis | 8:17,60 min        | Abraham Kibiwot             | 3. Oktober 2020    |
| Hochsprung       | 2,20 m             | Mathew Sawe                 | 3. Oktober 2020    |
| Stabhochsprung   | 5,65 m             | Rutger Koppelaar            | 18. September 2021 |
| Kugelstoßen      | 15,72 m            | Peter Mwangi                | 18. September 2021 |
| Hammerwurf       | 81,43 m            | Wojciech Nowicki            | 7. Mai 2022        |
| Speerwurf        | 83,79 m            | Ihab Abdelrahman            | 7. Mai 2022        |

### Frauen
| Disziplin        | Rekord             | Athletin                | Datum              |
| ---------------- | ------------------ | ----------------------- | ------------------ |
| 100 m            | 10,67 s (−0,4 m/s) | Shelly-Ann Fraser-Pryce | 7. Mai 2022        |
| 200 m            | 22,39 s (+0,2 m/s) | Christine Mboma         | 18. September 2021 |
| 400 m            | 50,99 s            | Beatrice Masilingi      | 3. Oktober 2020    |
| 800 m            | 1:58,41 min        | Prudence Sekgodiso      | 7. Mai 2022        |
| 1500 m           | 4:01,50 min        | Diribe Welteji          | 7. Mai 2022        |
| 5000 m           | 14:49,97 min       | Girmawit Gebrzihair     | 7. Mai 2022        |
| 400 m Hürden     | 59,05 s            | Vanice Kerubo Nyagisera | 18. September 2021 |
| 3000 m Hindernis | 9:04,95 min        | Norah Jeruto            | 7. Mai 2022        |
| Hochsprung       | 1,91 m             | Laura Zialor            | 7. Mai 2022        |
| Weitsprung       | 6,68 m (+2,2 m/s)  | Milica Gardašević       | 18. September 2021 |
| Hammerwurf       | 78,06 m            | Anita Włodarczyk        | 7. Mai 2022        |